# Richard Latendresse
Richard Latendresse est un journaliste québécois. Principal correspondant à l'étranger du réseau TVA, il est en poste à Washington pour couvrir l'actualité américaine depuis 2006.

## Biographie
Il est diplômé de l'université McGill en sciences politiques et il a aussi obtenu une maîtrise en journalisme et une en science politique de l'université de Strasbourg-III en France. Il est revenu au Québec au début des années 1980 pour travailler à la télévision à Saguenay et à Québec mais il s'est établi à Montréal par la suite pour couvrir l'actualité internationale. Avant de s'établir aux États-Unis pour couvrir la politique et toutes les nouvelles mondiales, il a longtemps fait partie de l'équipe de Salut Bonjour et a tenu la barre de TVA midi.
Au cours des 10 dernières années, il assumé la couverture de grands évènements internationaux comme le tremblement de terre en Haïti, les jeux olympiques, les attentats de septembre 2001, le tsunami en Thaïlande ainsi que la crise en Égypte où il a même été arrêté et détenu pendant quelques heures par les militaires égyptiens.
En 2006, il devient correspondant à la Maison-Blanche.